# Тёгра Верхняя
Тёгра Верхняя — деревня в Холмогорском районе Архангельской области.

## География
Находится в центральной части Архангельской области на расстоянии приблизительно 94 км на юг по прямой от административного центра района села Холмогоры на левом берегу реки Тёгра.

## История
В 1859 году здесь (тогда деревня Холмогорского уезда Архангельской губернии) было учтено 6 дворов. До 2015 года входила в Селецкое сельское поселение, с 2015 по 2022 в Емецкое сельское поселение до его упразднения.

## Население
Численность населения: 52 человека (1859 год), 23 (русские 100 %) в 2002 году, 11 в 2010.